# Пелайос
Пелайос (ісп. Pelayos) — муніципалітет в Іспанії, у складі автономної спільноти Кастилія-і-Леон, у провінції Саламанка. Населення — 121 особа (2010).
Муніципалітет розташований на відстані близько 160 км на захід від Мадрида, 36 км на південь від Саламанки.
На території муніципалітету розташовані такі населені пункти: (дані про населення за 2010 рік)
- Каньяль: 7 осіб
- Дерренгада-Валондос: 12 осіб
- Пелайос: 65 осіб
- Романас: 0 осіб
- Санта-Тереса: 36 осіб
- Торре-Клементе-де-Абахо: 0 осіб
- Торре-Клементе-де-Арріба: 0 осіб
- Велайос: 1 особа

## Демографія
Динаміка населення (INE ):

## Зовнішні посилання
- Провінційна рада Саламанки: індекс муніципалітетів [Архівовано 23 квітня 2009 у Wayback Machine.]
- Посилання на Google Maps